# Eslovenos de Hungría

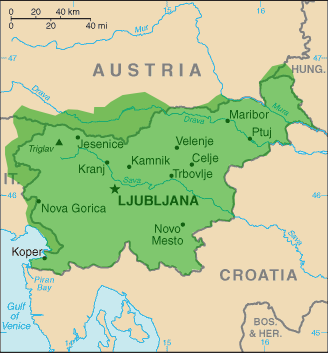
Mapa de distribución del idioma esloveno.

Los eslovenos de Hungría (en esloveno: Madžarski Slovenci, en húngaro: Magyarországi szlovének) son una minoría eslovena étnica y lingüística autóctona que vive en Hungría. Los grupos más numerosos son los eslovenos del Rába (esloveno: porabski Slovenci, dialecto: vogrski Slovenci, bákerski Slovenci, porábski Slovenci) en el valle del Rába en Hungría entre la ciudad de Szentgotthárd y las fronteras con Eslovenia y Austria. Hablan el dialecto esloveno de Prekmurje. Fuera del valle del Rába, los eslovenos viven principalmente en la región de Szombathely y en Budapest.

## Historia

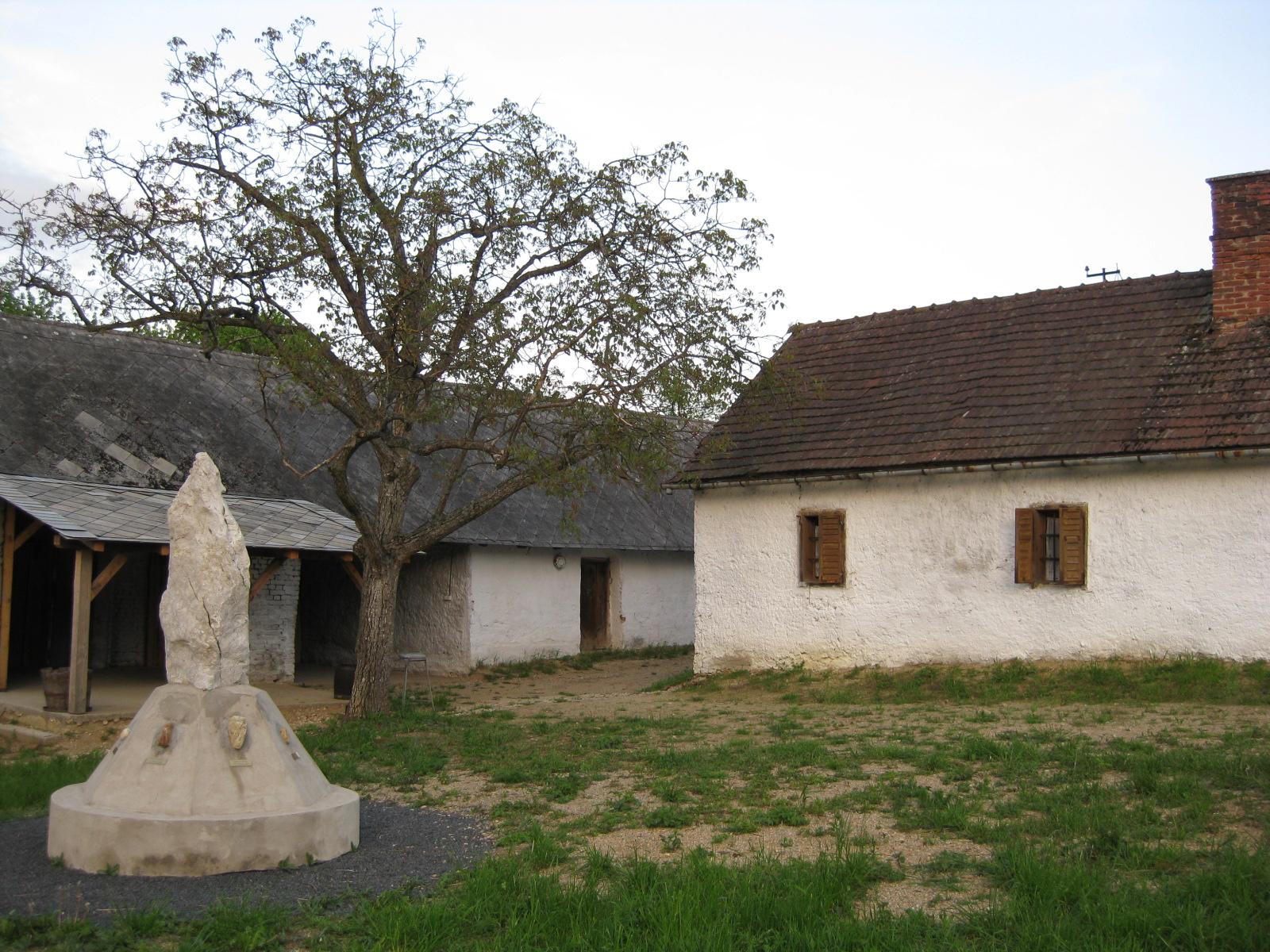
Monumento a la cultura eslovena en Hungría, hecho con piedra del Triglav. Orfalu (Andovci), condado de Vas, Hungría.

Los antepasados de los eslovenos actuales han vivido en la parte occidental de la cuenca de los Cárpatos desde al menos el siglo VI d. C., por tanto, su presencia se remonta a antes de que los magiares llegaran a la región. Formaron el principado eslavo de Balaton y más tarde se incorporaron al reino de Carantania de Arnulfo, que se extendió a la mayor parte del sudeste de Austria moderna, el sur de Hungría y el norte de Croacia. Después de la invasión húngara a finales del siglo IX, la mayoría de los eslavos locales fueron magiarizados. Entre los siglos XI y XII, se estableció la actual frontera lingüística y étnica entre los pueblos húngaro y esloveno.
En el siglo X, la frontera occidental del Reino de Hungría se fijó en el río Mura, por lo que la región entre los ríos Mura y Rába, conocida en esloveno como Slovenska krajina y en húngaro como Vendvidék, habitada por eslovenos, permaneció en Hungría. Tras la Primera Guerra Mundial, hubo un intento fallido por parte de un pequeño grupo de eslovenos húngaros de adquirir la independencia (República de Prekmurje). En 1919, la mayor parte de la región fue anexada al Reino de los serbios, croatas y eslovenos (más tarde rebautizado como Yugoslavia), y pasó a ser conocida con el nombre de Prekmurje. Solo una pequeña parte del condado de Vas, en el triángulo entre la frontera norte de Eslovenia, el río Raba y Austria, permaneció en Hungría.
En 1920, el número de eslovenos que habían permanecido en Hungría se estimó en alrededor de 7.000, pero en las próximas décadas muchos de ellos emigraron a otras ciudades húngaras, principalmente a Budapest. En 2001, había alrededor de 5.000 eslovenos en Hungría, de los cuales sólo unos 3.000 permanecieron en su zona de asentamiento original en el oeste del condado de Vas, y otros vivían principalmente en áreas urbanas más grandes. 

## Lenguaje y terminología
Los eslovenos húngaros hablan un dialecto específico del esloveno (el esloveno de Prekmurje), que es casi idéntico al dialecto hablado en la región de Prekmurje de Eslovenia. El nombre magiar tradicional de los eslovenos solía ser Vendek o wendos, como resultado, muchos eslovenos en Hungría aceptaron este nombre como una denominación común, aunque en su dialecto, siempre se refirieron a sí mismos como "eslovenos". En las últimas décadas del siglo XIX, y especialmente durante el régimen de Horthy, se utilizó la denominación "wendos" para enfatizar la diferencia entre los eslovenos húngaros y otros eslovenos, incluidos los intentos de crear una identidad separada. 

## Religión
A diferencia de los eslovenos de Prekmurje, donde hay una comunidad significativa luterana, casi todos los eslovenos del Rába son católicos. La religión ocupa un lugar importante en sus tradiciones locales y vida en común.

## Eslovenos de Somogy
En los siglos XVII y XVIII, numerosas familias eslovenas del condado de Vas se establecieron en el condado de Somogy. Según la investigación, había dieciséis asentamientos eslovenos en tres distritos rurales (Csurgó, Nagyatád, Marcali). Los eslovenos llegaron al condado de Somogy desde lo que ahora se conoce como Prekmurje en dos oleadas: la primera fue causada por los ataques otomanos alrededor de 1600 y la segunda tuvo lugar en el siglo XVIII, cuando escaparon de la persecución de su fe protestante. En la mayoría de los casos, los eslovenos que emigraron a Somogy fueron asimilados gradualmente al entorno local húngaro. Hoy en día, solo existen algunos indicios que evocan la presencia histórica de los eslovenos en el condado de Somogy. Entre ellos, el más evidente es la gastronomía local.
La otra reminiscencia más relevante de la presencia eslovena es la costumbre nupcial en Tarany, donde se ha mantenido la figura del invitado que llama a las bodas, aún presente en las tradiciones locales de los eslovenos de Rába y de la región de Prekmurje en Eslovenia. Tanto en Tarany como en la región del Rába, el invitado que llama está vestido con una túnica decorada con tejido de punto. Además, lleva un palo con una piel de erizo envuelta en su parte inferior. Las costumbres en el lecho de muerte, la vigilia y los funerales también son similares. Además, los descendientes de los eslovenos en Somogy no observan la típica costumbre húngara del Lunes de Pascua, en la que hombres y niños bañan a mujeres y niñas con colonia, por lo demás típico de la región.
Mientras que los eslovenos de la región del Rába aún mantienen su idioma y cultura, la conciencia de los habitantes de Tarany sobre sus antepasados está en constante disminución. En el censo húngaro de 2001, solo 44 personas se declararon eslovenas en el condado de Somogy. 

## Apellidos eslovenos frecuentes en Hungría
Cabe destacar la presencia de varios apellidos de origen esloveno entre la población de Hungría, como Doncsecz (Dončec), Bajzek (Bajzek),    Szvétecz (Svetec), Gyécsek (Geček), Sulics (Šulič), Korpics (Korpič) o Pavlics (Pavlič).

## Personalidades
- Mihály Bakos (c. 1742 – 1803)
- Károly Doncsecz (1918–2002)
- Tibor Gécsek (*1964)
- József Kossics (1788–1867)
- István Küzmics (c.1723 – 1779)
- Ágoston Pável (1886–1946)
- Antal Rogán (*1972)
- Antal Stevanecz (1861–1921)